# N51 (Luxemburg)

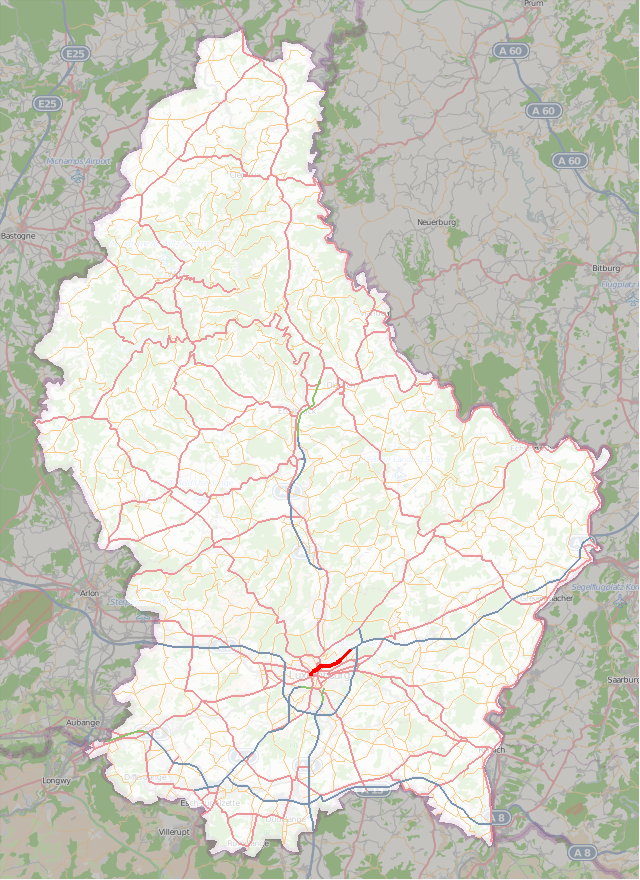
Recorregut de la N51 a Luxemburg

La N51  és una carretera a la ciutat de Luxemburg al sud de Luxemburg. És una de les principals rutes de la ciutat, portant el trànsit de Ville Haute, a través de Kirchberg, a una cruïlla amb l'A1, al costat oriental de l'Alzette, que porta el nom de l'avinguda John F. Kennedy. A l'oest de l'Alzette, es nomena successivament bulevard Robert Schuman, Boulevard de la Foire; i el bulevard Grand-duquessa Charlotte.

## Recorregut
En el seu extrem sud, al sud-oest de Ville Haute, l'N51 es troba amb la N4 en una intersecció. A partir d'aquí, es dirigeix cap al nord, continuant pel nord-est, vorejant la part occidental de Ville Haute. Després de girar quasi en angle recte, creua el riu Alzette, estant prorrogada a Pfaffenthal pel Pont Gran Duquessa Charlotte. Al costat oriental, arriba a Kirchberg, on se'l coneix com l'avinguda John Fitzgerald Kennedy. El camí corre al llarg de Kirchberg, formant la seva artèria viària més important. Passa diversos edificis grans a Kirchberg, incloent la Filharmònica de Luxemburg, D'Coque i el cinema Utopolis Kirchberg. A prop dels límits de la ciutat, l'N51 es troba amb l'A1, que porta el trànsit cap a l'est, a Alemanya.